# Маранья
Маранья (ісп. Maraña) — муніципалітет в Іспанії, у складі автономної спільноти Кастилія-і-Леон, у провінції Леон. Населення — 147 осіб (2010).
Муніципалітет розташований на відстані близько 320 км на північ від Мадрида, 60 км на північний схід від Леона.

## Демографія
Динаміка населення (INE ):